# Guerre civile costaricaine
La guerre civile costaricaine est l'événement le plus sanglant de l'histoire du Costa Rica au XXe siècle. Elle a duré 44 jours du 12 mars au 4 avril 1948, au cours desquels environ 2 000 personnes seraient mortes.
Le 1er mars 1948, l'Assemblée législative du Costa Rica, dominée par des représentants progouvernementaux, vote l'annulation des résultats des élections présidentielles du 8 février 1948 (en), alléguant que le triomphe du candidat de l'opposition Otilio Ulate Blanco sur le parti au pouvoir Rafael Ángel Calderón Guardia a été atteint par la fraude. Cela déclenche un soulèvement armé dirigé par José Figueres Ferrer, un homme d'affaires qui n'avait pas participé aux élections, contre le gouvernement du président Teodoro Picado Michalski.
L'armée costaricaine est petite et mal équipée, et la plupart de la résistance contre les insurgés proviennent des milices du Parti de l'avant-garde du peuple, pro-communiste, qui fait partie de la coalition au pouvoir à l'Assemblée législative et a voté l'annulation des élections présidentielles. Les rebelles commandés par Figueres prennent le dessus rapidement sur les forces gouvernementales et leurs alliés communistes, forçant le président Picado à démissionner et à quitter le pays avec l'ancien président Calderón Guardia.
Après la guerre, Figueres dirige le pays pendant dix-huit mois à la tête d'une junte gouvernementale provisoire, qui abolit l'armée et supervise l'élection d'une Assemblée constitutionnelle en décembre. Cette Assemblée adopte la nouvelle constitution de 1949, après quoi la junte est dissoute et le pouvoir est remis à Otilio Ulate en tant que nouveau président constitutionnel. Le Costa Rica n'a pas connu de violence politique significative depuis. 